# 索韦里亚锡梅里
索韦里亚锡梅里（義大利語：Soveria Simeri），是意大利卡坦扎罗省的一个市镇。总面积22平方公里，人口1674人，人口密度76.1人/平方公里（2009年）。ISTAT代码为079139。